# Galeodes ruptor
Galeodes ruptor är en spindeldjursart som beskrevs av Roewer 1934. Galeodes ruptor ingår i släktet Galeodes och familjen Galeodidae. Inga underarter finns listade i Catalogue of Life.